# Bożena Raszeja-Wanic
Bożena Julia Raszeja-Wanic (ur. 8 sierpnia 1927 w Poznaniu, zm. 17 marca 2019 tamże) – polska lekarka, specjalistka chorób wewnętrznych, znawczyni hipertensjologii, prof. dr hab. nauk medycznych.

## Życiorys
Była córką Stanisławy Deniszczuk i Franciszka Raszei (1896–1942).
W okresie okupacji ukończyła w Warszawie w trybie tajnego nauczania szkołę średnią. Wówczas dotknęła ją śmierć ojca, wybitnego ortopedy, który został zamordowany w getcie. Była uczestniczką Powstania warszawskiego. Świadectwo dojrzałości uzyskała już po wojnie w 1945 r. w liceum im. gen. Zamoyskiej. W 1954 r. ukończyła studia na Akademii Medycznej w Poznaniu (wcześniej Wydział Lekarski Uniwersytetu Poznańskiego), z uczelnią związała się zawodowo jeszcze w czasie studiów pracując jako wolontariusz w Zakładzie Anatomii Prawidłowej, a następnie jako młodszy asystent w Zakładzie Histologii i Embriologii. Doktorat uzyskała w 1959, habilitowała się w 1969, od 1978 była profesorem nadzwyczajnym, a w 1992 r. otrzymała tytuł profesora zwyczajnego. Od 1970 r. zajmowała stanowisko Kierownika Kliniki Chorób Wewnętrznych Instytutu Chorób Wewnętrznych Szpitala Przemienienia Pańskiego Uniwersytetu Medycznego im. Karola Marcinkowskiego w Poznaniu. W latach 1985–1997 Kierownik Kliniki Nadciśnienia Tętniczego Instytutu Kardiologii.
Dorobek naukowy Bożeny Raszei-Wanic obejmuje ok. 200 publikacji. Do jej osiągnięć naukowych zaliczyć można prace wykonane w Zakładzie Histologii polegające na opanowaniu już w tym czasie hodowli tkanek poza ustrojem. W 1962 r. odbyła staże naukowe w Brnie i Genewie w klinice metabolicznej, które zainspirowały badania nad kamicą nerkową.
W latach 1969–1972 prowadziła poznański oddział Towarzystwa Reumatologicznego. Przewodnicząca Oddziału Poznańskiego Towarzystwa Internistów Polskich (1974–1983), członek honorowy Zarządu Głównego TIP (1986–1989), aktywny członek komisji nefrologicznej Wydziału VI PAN. Przez 25 lat pełniła funkcję konsultant wojewódzkiej w dziedzinie chorób wewnętrznych województwa zielonogórskiego.
Główny nurt jej zainteresowań naukowych obejmował badania nad metabolicznymi aspektami kamicy nerkowej, a także wokół zaburzeń wapniowo-fosforanowo-magnezowych w chorobach nerek, farmakodynamiki leków diuretycznych i antyarytmicznych w niewydolności nerek oraz wtórnej nadczynności przytarczyc opartej m.in. na morfologicznej ocenie zmian kostnych.

## Odznaczenia
- Krzyż Kawalerski Orderu Odrodzenia Polski[5]
- Odznaka Zasłużony Nauczyciel PRL[5]
- Odznaka Honorowa Miasta Poznania[5]
- Złoty Krzyż Zasługi[5]
- Medal 40-lecia Polski Ludowej[4]